# Aprilie 1991
Acest articol este generat integral pe baza informațiilor din articolul 1991 și este actualizat periodic de un robot.
 Editările făcute în articol vor fi șterse la următoarea actualizare! Dacă doriți să faceți modificări, editați articolul-sursă.

ianuarie -
februarie -
martie -
aprilie -
mai -
iunie -
iulie -
august -
septembrie -
octombrie -
noiembrie -
decembrie
Aprilie 1991 a fost a patra lună a anului și a început într-o zi de luni.

## Evenimente
- 5 aprilie: La Moscova se semnează Tratatul de colaborare, bună vecinătate și amiciție dintre URSS și România. Tratatul nu a mai fost ratificat pentru că la sfârșitul anului a avut loc destrămarea URSS.
- 9 aprilie: Georgia își declară independența față de Uniunea Sovietică.
- 18-19 aprilie: Vizita președintelui François Mitterrand în România.
- 20 aprilie: Banca Națională a României lansează prima emisiune post-revoluționară de bancnote, dedicată sculptorului Constantin Brâncuși, respectiv bancnota de 500 de lei.
- 30 aprilie: Un ciclon care a lovit Bangladesh-ul a dus la uciderea a 138.000 de oameni.

## Nașteri
- 2 aprilie: Quavo (Quavious Keyate Marshall), rapper american
- 2 aprilie: Milan Rodić, fotbalist sârb
- 4 aprilie: Asia Muhammad, jucătoare americană de tenis
- 4 aprilie: Jamie Lynn Spears, actriță și cântăreață americană
- 5 aprilie: Nathaniel Clyne, fotbalist englez
- 5 aprilie: Nora Mørk, handbalistă norvegiană
- 7 aprilie: Luka Milivojević, fotbalist sârb
- 10 aprilie: Yves Lampaert, ciclist belgian
- 11 aprilie: Thiago Alcántara (Thiago Alcântara do Nascimento), fotbalist spaniol
- 11 aprilie: Thiago Alcántara, fotbalist spaniol
- 12 aprilie: Ryota Morioka, fotbalist japonez
- 14 aprilie: Martín Montoya, fotbalist spaniol
- 15 aprilie: Ghostemane (Eric Whitney), rapper american
- 16 aprilie: Luis Muriel, fotbalist columbian
- 19 aprilie: Steve Cook (Steve Anthony Cook), fotbalist britanic
- 19 aprilie: Steve Cook, fotbalist britanic
- 21 aprilie: Max Chilton (Max Alexander Chilton), pilot britanic de Formula 1
- 21 aprilie: Aleksandar Prijović, fotbalist sârb
- 23 aprilie: Tudorel Bratu, rugbist român
- 25 aprilie: Alexandru Avram, fotbalist român
- 27 aprilie: Isaac Cuenca, fotbalist spaniol
- 27 aprilie: Marina Radvan, politiciană din R. Moldova
- 28 aprilie: Jennifer Braun, cântăreață germană
- 29 aprilie: Bogdan Simion (Bogdan Mihai Simion), lăutar și cobzar român
- 29 aprilie: Bogdan Mihai Simion, lăutar și cobzar român
- 30 aprilie: Danijel Aleksić, fotbalist sârb
- 30 aprilie: George Țucudean (Marius George Țucudean), fotbalist român (atacant)

## Decese
- 3 aprilie: Henry Graham Greene, 86 ani, prozator britanic (n. 1904)
- 4 aprilie: Myriam Bernstein-Cohen, 95 ani, actriță israeliană de teatru, regizoare, poetă și traducătoare (n. 1895)
- 8 aprilie: Per Yngve Ohlin, 22 ani, cântăreț suedez de black metal (Mayhem), (n. 1969)
- 16 aprilie: Rafton Pounder, 57 ani, politician britanic (n. 1933)
- 17 aprilie: Emil Macri, 64 ani, general român în cadrul DSS (n. 1927)
- 28 aprilie: Ken Curtis (Curtis Wain Gates), 74 ani, actor și cântăreț american (n. 1916)

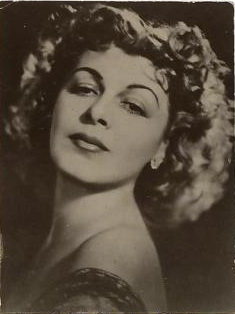
Elvira Godeanu, actriță română de film, teatru, radio, televiziune și voce
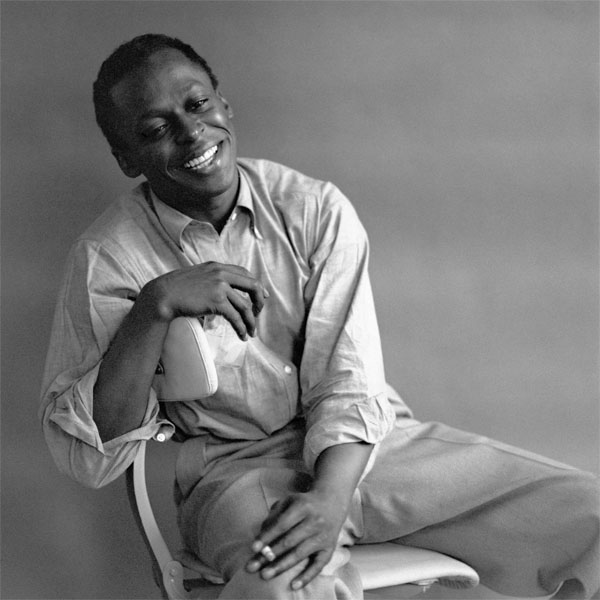
Miles Davis, trompetist și compozitor american de jazz
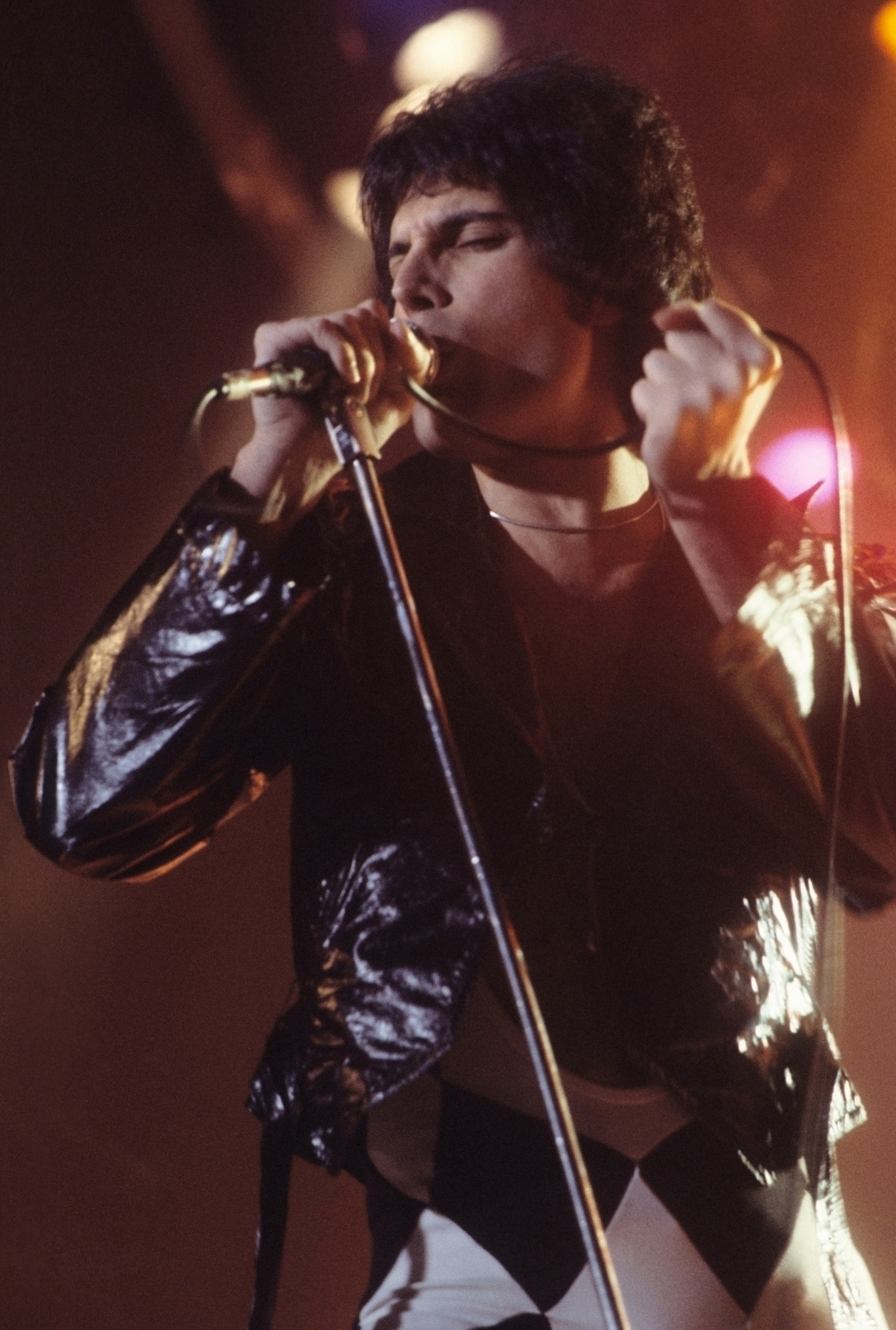
Freddie Mercury, muzician britanic (Queen)
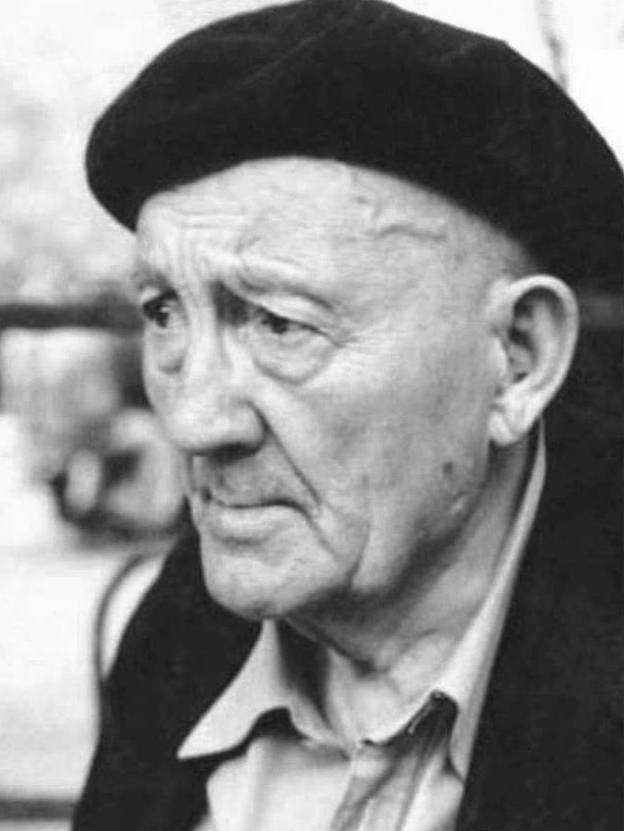
Petre Țuțea, eseist și filosof român